# Hôpital Linezers
L'hôpital Linezers (en letton : Slimnīca Linezers) était un hôpital situé dans le quartier de Teika à Rīga en Lettonie.

## Présentation
L'hôpital "Liñezers" était le plus ancien des hôpitaux de l'hôpital universitaire de l'Est de Riga, spécialisé dans le traitement des maladies hématologiques et fournissant également des services de chirurgie et de médecine interne aux patients. Il était situé dans la forêt de Biķernieki, à l'adresse Linezera iela, 6.
En 2016, le service d'hématologie stationnaire « Linezers » a été transféré au centre d'oncologie et le bâtiment de l'hôpital a été remis aux Forces armées nationales.
Toutefois le 16ème arrêt de trolleybus à proximité, rue Aizkraukles, s'appelle toujours « Linezers ».